# Ripresa
Con ripresa o posa o take (presa, termine inglese usato anche nel linguaggio tecnico italiano come preferenziale), si intende ogni singolo intervento di ripresa o di registrazione, dall’avvio della macchina al suo arresto. È un termine di uso fotografico, cinematografico, televisivo e di registrazione sonora.

## Cinema
Per ripresa si intende la realizzazione di una scena o di una inquadratura, dall’avvio della macchina al suo arresto. La ripresa inizia con un breve conto alla rovescia, l'ingresso e la battuta del Ciak, quindi il comando "azione", per terminare con il comando stop dato dal regista e l'analisi del quadruccio (o inquadratore, mascherino) per controllarne la corretta inquadratura. La realizzazione di ogni singolo intervento di ripresa o di registrazione viene anche chiamata take. Le diverse riprese di una stessa scena, vengono numerate in ordine progressivo e il numero viene indicato e registrato all'inizio della ripresa dal tecnico addetto (detto ciacchista). Il numero della ripresa viene anche scritto (insieme ad altre voci di riferimento, titolo del film, numero della pizza) in una apposita casella del ciak, in modo da renderne possibile l'identificazione e più semplice la catalogazione. L'insieme delle riprese girate in una sessione di lavoro (in generale nella stessa giornata), compongono i giornalieri, master originale grezzo, prima di subire le operazioni di taglio, scelta e montaggio.
Spesso, le riprese diverse da quelle utilizzate nel montaggio finale, vengono utilizzate nella realizzazione dei trailer, dato che vengono realizzati prima del completamento dei processi di post-produzione. Le diverse riprese contenenti scene tagliate, recitazioni alternative, errori o momenti particolarmente buffi e divertenti, entrano a far parte dei contenuti speciali dei film, nella loro pubblicazione per l'home video (VHS, DVD, Bluray ecc.). Le riprese non inserite nel montaggio originale, vengono spesso riutilizzate per la realizzazione di versioni alternative (versione del regista, special edition).
Non vi è un numero di riprese prestabilite per ogni scena, ma dipende da molti fattori: la sensibilità del regista, la capacità interpretativa degli attori o la possibilità data loro di improvvisare, il desiderio del regista di provare diverse possibilità di interpretazione della scena, la disponibilità di un duplicato in caso di problemi tecnici, eventuali errori tecnici (microfono in camera ecc.).
Alcuni esempi di registi e attori che hanno usato le tecniche di ripresa in modalità assai differente:
Stanley Kubrick era famoso per la sua estrema meticolosità e pedanteria nel girare le scene, da realizzarsi esattamente secondo i suoi desideri, e spesso obbligava a passare l'intera giornata su una sola scena con decine se non centinaia di take.
Steven Spielberg è considerato un regista "veloce" e in generale gira poche riprese di ogni scena.
Clint Eastwood, al pari di Spielberg, è molto rapido nel girare le scene, al tal punto che alle volte dava per buone le "scene di prova", cioè le scene girate con la macchina da presa spenta.
George Lucas, noto per essere un regista piuttosto "spartano" nella direzione degli attori era solito far ripetere una ripresa usando l'espressione faster and more intense (più veloce e più intenso), creando un tormentone di cui spesso gli attori facevano la parodia, cosa che indispettiva il regista poco incline all'autoironia.
Dato che le sceneggiature di Federico Fellini spesso erano solo dei canovacci, inventava continuamente le riprese sul momento, lasciando ampio spazio anche alla improvvisazione e alla creatività degli attori. I suoi film quindi spesso avevano un numero di scene indefinito e senza alcuno storyboard, subivano modificazioni anche sostanziali nella trama e nelle tematiche a causa delle invenzioni in corso d'opera e spesso sforavano i tempi previsti e i costi di produzione a causa dei numerosi take imprevisti ed estemporanei.
La comicità di Totò era spesso basata sull'improvvisazione, molte volte aiutato dalla bravura della sua spalla. Alcune delle sue scene più famose, quale la famosa lettera di Totò, Peppino e la... malafemmina, sono frutto di riprese improvvisate o inventate appena prima di girare (nella fattispecie con Peppino De Filippo). Le produzioni a bassissimo costo che però quasi sempre Totò interpretava, obbligavano la troupe a pochissime riprese (molte alla "buona la prima"), per il pochissimo tempo a disposizione e anche per mancanza di sufficiente provvista di pellicola; si confidava quindi nel genio dell'attore e nel mestiere del regista per realizzare le scene nel minor numero di riprese possibile.

## Fotografia
La ripresa fotografica è un termine utilizzato per indicare la registrazione dell'immagine mediante lo strumento fotografico. Ogni posa o presa o ripresa, che può essere conteggiata sia sul rullino fotografico che sul conta pose della fotocamera.

## Televisione
La ripresa televisiva è un termine utilizzato per indicare la registrazione delle immagini mediante la telecamera.

## Registrazione audio
Analogamente alla ripresa cinematografica, il processo di registrazione audio prevede l'effettuazione di diverse sedute di registrazione. Il completamento di ognuna di queste viene appunto chiamata take. Per evitare confusioni e disordine si cerca sempre di dare una numerazione progressiva o un nome particolare ad ogni ripresa. La take può essere registrata o a pieno organico nel caso di registrazioni orchestrali e "live" (dal vivo), o con un processo di sovraincisione delle tracce (a partire dagli anni settanta, grazie all'evoluzione tecnologica), dove ogni strumento realizza le proprie registrazioni da solo, o comunque su una traccia dedicata, che poi verranno sovrapposte o mixate a quelle degli altri strumenti.
Altra possibilità delle registrazioni multitraccia, è quella di poter rimediare in caso di errore: viene infatti rieseguito solo lo strumento che ha sbagliato, spesso sostituendo solo il preciso momento dell'errore. Il vantaggio della registrazione multitraccia è che in questo modo può essere scelta la migliore take di ogni strumento, in modo che il risultato finale sia il migliore possibile per tutti gli strumenti. Altro vantaggio è la maggiore pulizia della registrazione che evita il pericolo di "rientri" (cioè sporcature e interferenze) fra i vari microfoni e una generale riduzione dei costi di personale, dato che ogni musicista può eseguire più parti con il suo strumento.
Difficilmente viene eseguita una sola ripresa (comunemente chiamata "buona la prima") per varie ragioni, non ultima la scarsa abilità tecnica degli strumentisti o dei cantanti. Spesso, però, ciò è legato a fattori tecnici e ad un eccesso di perfezionismo (musica a clic perfetto, e assolutamente fedele al tempo di metronomo), o all'eccessiva difficoltà delle parti scritte dall'arrangiatore (per ovviare a questo ci si rivolge all'opera di turnisti, specializzati nella lettura a prima vista). Spesso questo tipo di registrazione, tecnicamente perfetto viene però giudicato all'ascolto "freddo" e quasi "meccanico". Spesso le band, preferiscono registrazioni di insieme, a scapito della qualità tecnica e della perfezione esecutiva, proprio per esaltare invece le doti di interazione e coralità dell'esecuzione, il cosiddetto feeling.
Assai diverso è l'uso delle riprese nella musica jazz, sempre registrate a pieno organico, e dove l'uso delle take diventa un modo per la registrazione di diverse improvvisazioni, originali e irripetibili in ogni esecuzione. Il jazz presuppone infatti l'interazione e l'ascolto fra i vari esecutori che nella maggior parte dei casi non si muovono su uno spartito fissato (tra le poche eccezioni le partiture di Glenn Miller che scriveva anche le improvvisazioni), ma su un canovaccio composto da un tema principale, eseguito dagli strumenti solisti che effettuano poi le improvvisazioni (o variazioni sul tema), guidati dalla sensibilità personale dell'esecutore virtuoso e dalle variazioni eseguite contemporaneamente anche dagli altri strumenti. Spesso gli audiofili vanno alla ricerca delle riprese non utilizzate negli album poi pubblicati. Queste take non ufficiali vengono chiamate "bootleg" o "pirata",e sono pubblicate al di fuori dai canali ufficiali di distribuzione ma, spesso diventate più famose e apprezzate delle take ufficiali, sono spesso reinserite nelle riedizioni critiche o celebrative di vecchi album come "bonus track".